# Asparagus stellatus
Asparagus stellatus — вид рослин із родини холодкових (Asparagaceae).

## Біоморфологічна характеристика
Це кущ заввишки 250 см. Головне стебло майже прямовисне, дерев'янисте, гранисте, голе; колючки дерев'янисті, гострі, 4–6 мм завдовжки; кладодії 5–10 у скупченні, зірчасті, еліптичні, 3/2 мм завдовжки.

## Середовище проживання
Ареал: ПАР (Капські провінції), Лесото.